# Agapetus tamrangensis
Agapetus tamrangensis är en nattsländeart som först beskrevs av Douglas E. Kimmins 1964.  Agapetus tamrangensis ingår i släktet Agapetus och familjen stenhusnattsländor. Inga underarter finns listade i Catalogue of Life.